# Amomum dampuianum
Amomum dampuianum ist eine Pflanzenart aus der Gattung Amomum innerhalb der Familie der Ingwergewächse (Zingiberaceae). Sie kommt im nordöstlichen Indien vor.

## Beschreibung

### Vegetative Merkmale
Amomum dampuianum wächst als ausdauernde, krautige Pflanze, die Wuchshöhen von 1 bis 1,5 Metern erreichen kann. Die bei einem Durchmesser von 0,3 bis 0,4 Zentimetern schlanken Rhizome sind innen cremeweiß gefärbt, außen mit Schuppen bedeckt und bilden Ausläufer. Die papierartigen und kahlen Schuppen sind bei einer Länge von etwa 2 Zentimetern länglich. Von jedem Rhizom gehen mehrere schlanke Sprossachsen ab. An der Basis haben die Stängel eine grüne, kahle Blattscheiden mit membranartigen Rändern, welche etwa 1 Zentimeter breit sind. Die ledrigen und kahl Blatthäutchen sind 0,2 bis 0,4 Zentimeter lang mit einem gestutzten bis ausgerandeten oberen Ende.
Jeder Stängel besitzt acht bis neun Laubblätter. Die Laubblätter sind in Blattstiel und Blattspreite gegliedert. Der grüne Blattstiel ist 2 bis 3,5 Zentimeter lang und kahl. Die einfache Blattspreite ist bei einer Länge von 33 bis 47 Zentimetern und einer Breite von 2,5 bis 4,5 Zentimetern linealisch-lanzettlich mit ungleichseitiger Blattbasis und zugespitztem oberen Ende. Die dunkelgrüne Blattoberseite ist genauso wie die blassgrüne Blattunterseite kahl. Die Blattspreiten weisen an der Oberseite eine angedrückte Blattnervatur auf. Die Blattränder sind genauso wie die grüne Mittelrippe kahl. Wenn sie verletzt werden verströmen die Blätter einen wohlriechenden Geruch.

### Generative Merkmale
Die Blütezeit sowie die Fruchtreife von Amomum dampuianum umfasst die Monate März bis Juli. An der Basis der „Pseudostämme“, direkt aus dem Rhizom entwickelt sich auf einem 0 bis 1 Zentimeter langen Blütenstandsschaft ein oder zwei Blütenstände, die 3 bis 4 Zentimeter lang sind und in dem die drei bis vier Blüten dicht zusammen stehen. Die rosaroten und an der Spitze weißen, außen flaumig behaarten und ledrigen Deckblätter sind bei einer Länge von etwa 2,3 Zentimetern sowie einer Breite von etwa 2,2 Zentimetern eiförmig mit stachelspitzigen oberen Ende und kahlen Rändern. Die weißen, außen an der Spitze flaumig behaarten, ledrigen Vorblätter sind bei einer Länge von 3,6 bis 4 Zentimetern sowie einer Breite von 1,6 bis 1,9 Zentimetern eiförmig mit spitzem oberen Ende und kahlen Rändern.
Die zwittrigen Blüten sind bei einer Länge von 7,8 bis 9,2 Zentimetern zygomorph und dreizählig mit weißen doppelten Perianth. Die drei außen mit Ausnahme der spärlich behaarten Spitze kahlen, weißen Kelchblätter sind röhrenförmig miteinander verwachsen und sind mit einer Länge von 3,5 bis 5,4 Zentimeter sowie einem Durchmesser von 0,8 bis 0,9 Zentimeter etwa gleich groß wie die Kronröhre. Die drei Kelchlappen sind etwa 1,9 Zentimeter lang und zwei davon haben eine kleine Stachelspitze. Die weißen Kronblätter sind zu einer 3,8 bis 5,4 Zentimeter langen und etwa 0,4 Zentimeter breiten, an der Außenseite flaumig behaarten Kronröhre verwachsen. Die drei ebenfalls weißen Kronlappen sind sowohl an der Außen- als auch an der Innenseite kahl. Der mittlere Kronlappen ist bei einer Länge von 3,3 bis 3,5 Zentimetern und einer Breite von 1,3 bis 1,4 Zentimetern verkehrt-eiförmig-länglich mit stachelspitzigem oberen Ende sowie bewimperten Rändern an der Basis. Die beiden seitlichen Kronlappen sind bei einer Länge von 3 bis 3,4 Zentimetern sowie einer Breite von 1 bis 1,3 Zentimetern etwas schmäler, lanzettlich geformt und haben einen bewimperten unteren Rand. Nur das mittlere Staubblätter des inneren Kreises ist fertil. Das fertile 2,3 bis 2,6 Zentimeter lange Staubblatt besitzt einen 0,8 bis 1 Zentimeter langen und 0,2 bis 0,3 Zentimeter breiten, oben flaumig behaarten und unten kahlen, weißen Staubfaden. Die zwei cremefarbenen Hälften des unbehaarten Staubbeutels sind bei einer Länge von 1 bis 1,2 Zentimetern länglich. Drei der Staminodien des inneren Kreises sind zu einem weißen, an der Innenseite flaumig behaarte Labellum mit roter Mitte und gelber Spitze verwachsen, welches 4 bis 4,2 Zentimeter lang und an der Spitze rund 2,7 Zentimeter breit ist. Die seitlichen, an der Basis dicht flaumig behaarten, rot gesprenkelten Staminodien sind bei einer Länge von 0,3 Zentimetern pfriemförmig. Drei Fruchtblätter sind zu einem kahlen, dreikammerigen, blass rosafarbenen Fruchtknoten verwachsen, der bei einer Länge von 0,4 bis 0,5 Zentimetern sowie einem Durchmesser von etwa 0,3 Zentimetern aufweist. Jeder Fruchtknotenkammer enthält zahlreiche Samenanlagen. Der 6,1 bis 6,5 Zentimeter lange Griffel ist kahl. Die Narbe ist bei einem Durchmesser von etwa 1,5 Millimetern becherförmig.
An einem 3 bis 4 Zentimeter langen Stiel, welcher sich auch teilweise unter der Erde befinden kann, steht ein 3 bis 5 Zentimeter langer Fruchtstand, der zwei bis drei Kapselfrüchte enthalten kann. Die bei einem Durchmesser von etwa 2 Zentimetern kugelförmigen, geflügelten Kapselfrüchte färben sich zur Reife dunkel-kastanienbraun. Die Oberfläche der Fruchtklappen ist klahl. Die Kapselfrüchte enthalten viele Samen. Die braunen Samen sind bei einer Länge von 3 bis 4 Millimetern sowie einem Durchmesser von etwa 3 Millimetern unregelmäßig geformt und besitzen einen weißen Arillus.

## Vorkommen
Das natürliche Verbreitungsgebiet von Amomum dampuianum liegt in dem im nordöstlichen Indien gelegenen Bundesstaat Mizoram. Soweit bisher bekannt umfasst es dort nur den im Distrikt Mamit gelegenen Dampui Reserve Forest. Sie gedeiht dort in immergrünen Wäldern.

## Taxonomie
Die Erstbeschreibung als Amomum dampuianum erfolgte 2013 durch V. P. Thomas, Mamiyil Sabu und H. Lalramnghinglova in Nordic Journal of Botany, Band 31, Nummer 5, Seite 561. Das Artepitheton dampuianum verweist auf das Vorkommen der Art im Dampui Reserve Forest.